# Битва біля Полкстіня
Битва біля  Полкстіня — одна з битв русько-половецьких воєн.
Відбулася наприкінці травня — в червні 1125 року на території  Переяславського князівства поблизу літописного міста Полкстінь (зараз село Повстин Лубенського району Полтавської області).
Половці, дізнавшись про смерть Володимира Мономаха, вирішили вчинити напад на Переяславську землю. Переяславський князь Ярополк Володимирович, не чекаючи допомоги київських та чернігівських полків, разом з переяславцями виступив проти половців, які повернулися назад після невдалого походу до міст Баруч (сучасна Баришівка) та Бронькняжа та спустошували Посулля. Чисельна перевага була на стороні половців, але перемогу в битві здобуло переяславське військо на чолі з Ярополком Володимировичем. Це один із небагатьох випадків, коли переяславцям своїми силами вдалося відбити половецьке вторгнення.

## Опис битви в Київському літописі
«Князь Ярополк тим часом, укріпившись, пішов услід за ними з Божою поміччю, не ждучи підмоги [ні] од брата [одного], ні од другого,— з [самими] тільки переяславцями він догнав їх біля Полкстнія. [Половці], побачивши, що їх мало, вернулися назад і рушили, приготувавшись до бою, насупроти. І тоді благовірного князя корінь і благовірний пагін Ярополк, призвавши [на поміч] ім'я Боже і отця свого, з дружиною своєю дерзнув [на них]. І коли зітнулися оба полки, переможені були поганії силою Чесного Хреста і святим [архангелом] Михаїлом. Частину їх побили, а частина їх потопилася в ріках».